# Orlea
Orlea – wieś w Rumunii, w okręgu Aluta, w gminie Orlea. W 2011 roku liczyła 1566 mieszkańców.